# Museu-Arxiu Tomàs Balvey
El Museu-Arxiu Tomàs Balvey de Cardedeu (MATBC) recull el llegat de Tomàs Balvey i Bas (1865-1954), l'últim membre d'una nissaga d'apotecaris. Des del 1975 es troba al Casal Daurella, una de les primeres cases d'estiueig del municipi, i forma part de la Xarxa de Museus Locals de la Diputació de Barcelona i de la Xarxa de Museus de Farmàcia de Catalunya.

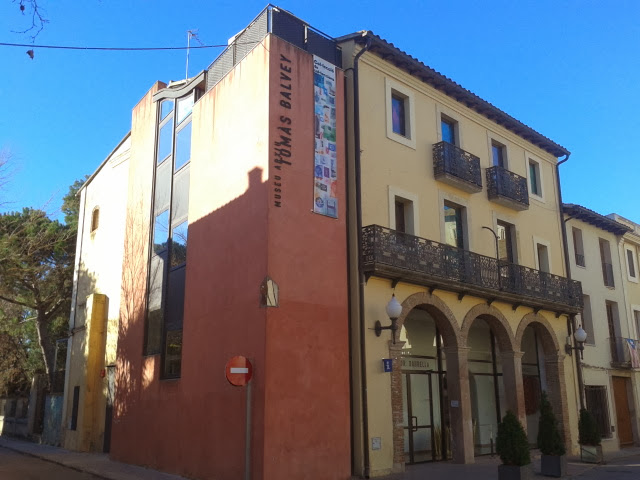
Casal Daurella, seu del MATBC

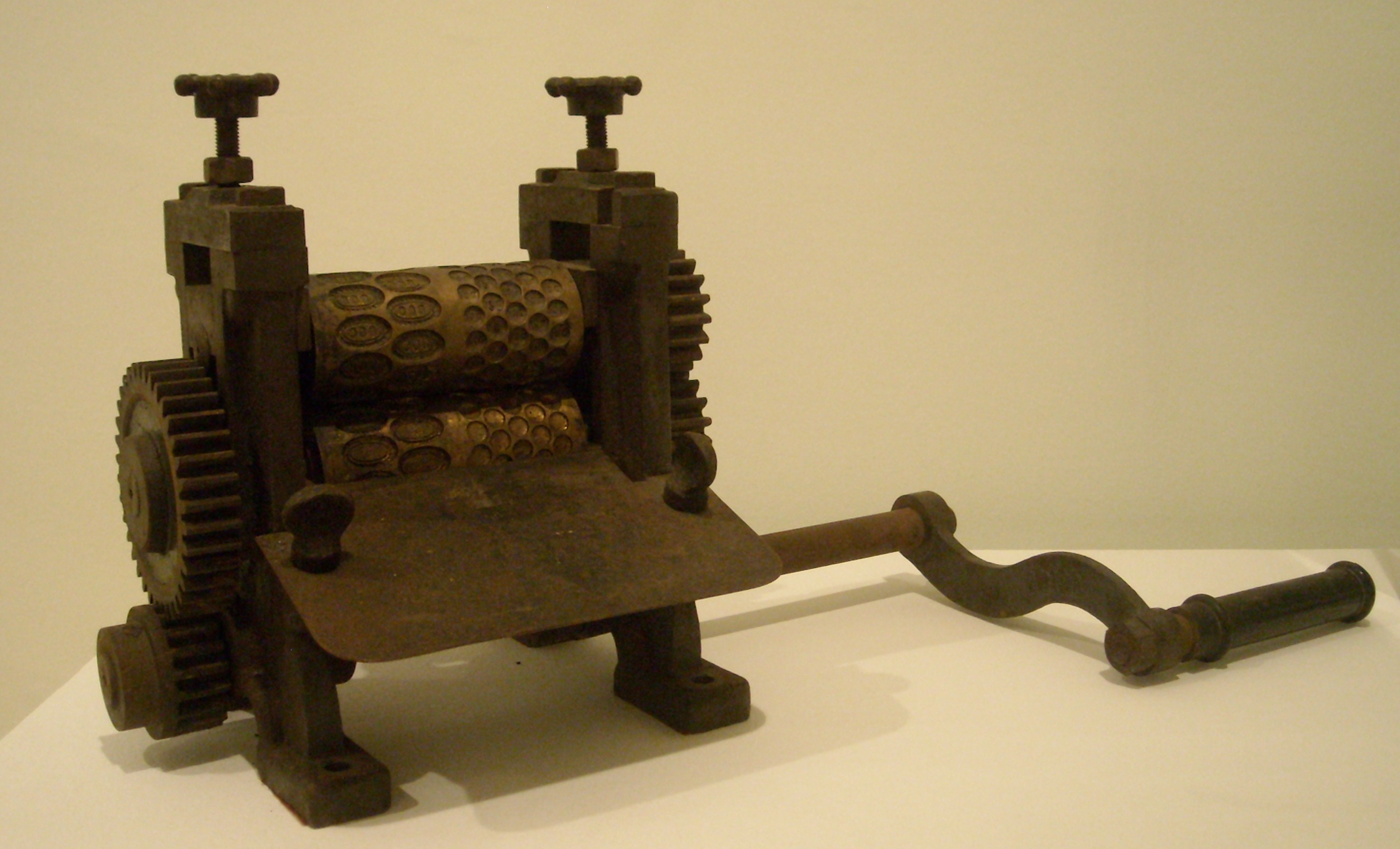
Màquina de fer pastilles de l'antiga farmàcia Balvey

## Exposició
L'element més emblemàtic del Museu-Arxiu és el conjunt de l'antiga farmàcia Balvey, amb el mobiliari original de 1812, més de 200 pots de farmàcia d'estil imperi que conserven el contingut original i l'utilatge de la botiga: flascons, alambins, morters, etc. L'exposició es complementa amb un jardí botànic que representa la vegatació de la comarca i les herbes remeieres que s'hi poden trobar, així com un hort de farmacèutic. El fons comprèn també materials etnològics, arqueològics i decoratius, a més d'un fons de pergamins del segles x al xiv i de documents relacionats amb la història de Cardedeu, provinents en la seva major part de la col·lecció privada de Tomàs Balvey i Bas.
També compta amb un mòdul multisensorial anomenat «La Mirada Tàctil», un espai d'interpretació tàctil adreçat a tothom però especialment adaptat i dissenyat per aquells visitants que presenten alguns tipus de dificultats visuals, ceguesa o mobilitat reduïda.